# Fußball-Weltmeisterschaft 1974/Brasilien
Die brasilianische Fußballnationalmannschaft bei der Fußball-Weltmeisterschaft 1974 in Deutschland:

## Qualifikation
Als Titelträger der Fußball-Weltmeisterschaft 1970 war Brasilien automatisch für die WM 1974 qualifiziert.
Trainer Mário Zagallo nominierte folgende 22 Spieler für das Weltmeisterschaftsturnier:

## Brasilianisches Aufgebot
| Nr.               | Name                   | Verein vor WM-Beginn | Geburtstag | Spiele   | Tore     | Gelbe Karte | Rote Karte |
| Torhüter          | Torhüter               | Torhüter             | Torhüter   | Torhüter | Torhüter | Torhüter    | Torhüter   |
| ----------------- | ---------------------- | -------------------- | ---------- | -------- | -------- | ----------- | ---------- |
| 1                 | Émerson Leão           | SE Palmeiras         | 11.07.1949 | 7        | 0        | 0           | 0          |
| 12                | Renato                 | Atlético Mineiro     | 05.12.1944 | 0        | 0        | 0           | 0          |
| 22                | Valdir Peres           | FC São Paulo         | 02.01.1951 | 0        | 0        | 0           | 0          |
| Abwehrspieler     |                        |                      |            |          |          |             |            |
| 2                 | Luís Pereira           | SE Palmeiras         | 21.06.1949 | 6        | 0        | 1           | 1          |
| 3                 | Marinho Peres          | FC Santos            | 19.03.1947 | 7        | 0        | 2           | 0          |
| 4                 | Zé Maria               | Portuguesa São Paulo | 18.05.1949 | 4        | 0        | 1           | 0          |
| 5                 | Piazza                 | Cruzeiro EC          | 25.02.1943 | 3        | 0        | 0           | 0          |
| 6                 | Francisco Marinho      | Botafogo FR          | 08.02.1952 | 7        | 0        | 1           | 0          |
| 14                | Nelinho                | Cruzeiro EC          | 26.07.1950 | 3        | 0        | 0           | 0          |
| 15                | Alfredo                | SE Palmeiras         | 18.10.1946 | 1        | 0        | 0           | 0          |
| 16                | Marco Antônio          | Fluminense FC        | 06.02.1951 | 0        | 0        | 0           | 0          |
| Mittelfeldspieler |                        |                      |            |          |          |             |            |
| 10                | Roberto Rivelino       | SC Corinthians       | 01.01.1946 | 7        | 3        | 1           | 0          |
| 11                | Paulo César            | CR Flamengo          | 16.06.1949 | 5        | 0        | 0           | 0          |
| 17                | Paulo César Carpegiani | SC Internacional     | 07.02.1949 | 6        | 0        | 1           | 0          |
| 18                | Ademir da Guia         | SE Palmeiras         | 03.04.1942 | 1        | 0        | 0           | 0          |
| 21                | Dirceu                 | Botafogo FR          | 15.06.1952 | 4        | 0        | 1           | 0          |
| Stürmer           |                        |                      |            |          |          |             |            |
| 7                 | Jairzinho              | Botafogo FR          | 25.12.1944 | 7        | 2        | 2           | 0          |
| 8                 | Leivinha               | SE Palmeiras         | 11.09.1949 | 3        | 0        | 0           | 0          |
| 9                 | César Maluco           | SE Palmeiras         | 17.05.1945 | 0        | 0        | 0           | 0          |
| 13                | Valdomiro              | SC Internacional     | 17.02.1946 | 6        | 1        | 0           | 0          |
| 19                | Mirandinha             | FC São Paulo         | 26.02.1952 | 4        | 0        | 1           | 0          |
| 20                | Edu                    | FC Santos            | 06.08.1949 | 1        | 0        | 0           | 0          |
| Trainer           |                        |                      |            |          |          |             |            |
|                   | Mário Zagallo          |                      | 09.08.1931 |          |          |             |            |

## Brasilianische Spiele bei der WM 1974

### Vorrunde
Als Titelverteidiger wurde Brasilien für das Eröffnungsspiel in Gruppe 2 gesetzt:
- Brasilien – Jugoslawien 0:0
- Brasilien – Schottland 0:0
- Brasilien – Zaire 3:0 – Tore: 1:0 Jairzinho (12. Min.), 2:0 Rivelino (66. Min.), 3:0 Valdomiro (79. Min.)

Weltmeister Brasilien tat sich sehr schwer in der Vorrunde. Nach zwei torlosen Remis gegen die starken Jugoslawen und Schotten mussten sie bis zur 79. Minute im letzten Gruppenspiel gegen Zaire warten, bis sie sich mit einem Tor mehr als Schottland für die zweite Runde qualifizierten.

### Zweite Finalrunde (Gruppe A)
- Brasilien – DDR 1:0 – Tor: Rivelino (60. Min.) – Die DDR spielte gegen den Titelverteidiger ihr bestes Spiel bei diesem Turnier und brachte Brasilien an den Rand einer Niederlage. Erst ein cleverer Freistoßtrick der Brasilianer ermöglichte es dem Spielgestalter Rivelino, den 1:0-Siegtreffer zu erzielen.
- Brasilien – Argentinien 2:1 – Tore: 1:0 Rivelino (32. Min.), 1:1 Brindisi (35. Min.), 2:1 Jairzinho (49. Min.)
- Brasilien – Niederlande 0:2 – Tore: 0:1 Neeskens (50. Min.), 0:2 Cruyff (65. Min.) – In einem überhart geführten Spiel der beiden einzigen siegreichen Mannschaften der Gruppe A trieben die Niederländer die Brasilianer mit ihrer Abseitsfalle zur Verzweiflung. Als die Niederlande dann mit 2:0 führten, stellte der deutsche Schiedsrichter Kurt Tschenscher den brasilianischen Kapitän Luís Pereira nach einer Tätlichkeit vom Feld.

### Spiel um den dritten Platz

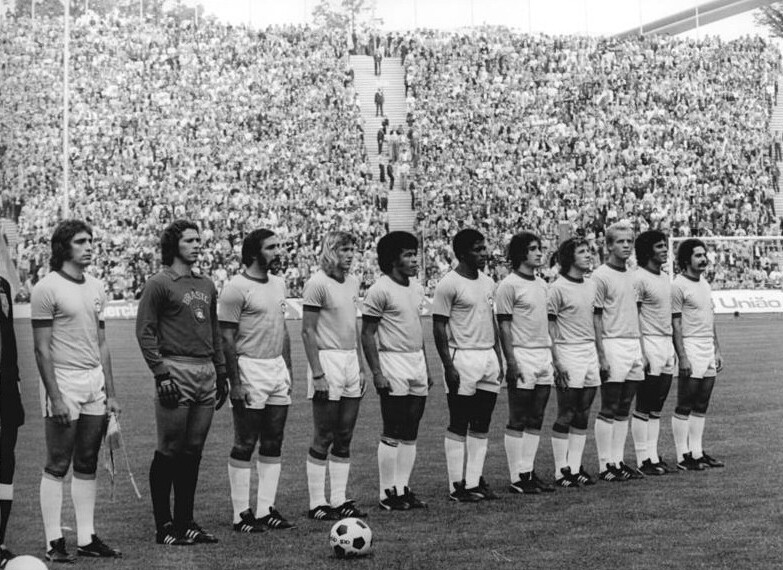
Brasilien im Münchner Olympiastadion vor dem Spiel um den 3. Platz

- Brasilien – Polen 0:1 – Tor: Lato (76. Min.)

Brasilien spielte mit Emerson Leão, Marinho Peres, Zé Maria, Francisco Marinho, Alfredo, Rivelino, Paulo César Carpegiani, Ademir da Guia, Dirceu, Jairzinho, Valdomiro